# ドラえもん きみとペットの物語
『ドラえもん きみとペットの物語』（ドラえもん きみとペットのものがたり）は、2001年3月16日にエポック社が発売したゲームボーイ用ソフト。ゲームボーイカラー対応。『ドラえもん』を原作としたキャラクターゲーム。『ドラえもん ギガゾンビの逆襲』以来となるオリジナル主人公によるロールプレイングゲームである。

## 物語
主人公はある日、大切な友達であるペットとけんかし、ペットは怒って家を飛び出す。主人公はペットを必死に探すが見つからない。そして、自分の住む町と隣町で活動するペット泥棒の噂を耳にする。ペット泥棒に捕まったかもしれないと思った主人公は、隣町に住むドラえもんやのび太らと共に自分の大切な友達を捜す冒険の旅に出る。

## 登場人物

### メインキャラクター
主人公
本作の主人公。のび太たちの住む町の隣町に住む。自分の大切な友達であるペットを捜すため、ドラえもんらと冒険の旅に出る。デフォルト名はなく、性別の選択と命名が可能。キャラクターの顔グラフィックも2種類ある中から選択可能。使用武器は男はヨーヨー、女はお手玉。オリジナル主人公が登場するのは、同じくエポック社発売のファミコン用RPG『ドラえもん ギガゾンビの逆襲』（1990年発売）以来となる（なお、両作の主人公は設定上別人である）。
ペット
ダンボール箱の中に捨てられていたところを主人公に拾われて以来、深い絆で繋がっている大切な友達。
ペットの種類は主人公の性別で変化し、男主人公なら猫、女主人公であれば犬になる。こちらも命名が可能。
原作からのプレイヤーキャラクター
主人公と共に冒険して戦う。キャラクターの詳細は個別項目を参照。
ドラえもん
武器は空気砲。
のび太
武器はショックガン。
しずか
武器はぬいぐるみ。
ジャイアン
武器はスーパーてぶくろ。
スネ夫
武器はラジコンロボット。

### サブキャラクター
ジャイ子
ジャイアンの妹。ペット泥棒について何かを知っている様子で、物語序盤では比較的重要な役割を果たす。物語が進むと剛田商店でアイテムの売買をする。途中からはジャイアンの母ちゃんが店番をする。
他にも、のび太のママなど原作メインメンバー達の親が少しだけ登場するほか、出木杉、ドラミなどが人物カードでのみ登場する。
主人公のママ
主人公の優しいママで、自宅に帰ればいつでもその身を心配して体力を回復してくれる。間接的とはいえ、主人公とペットのけんかの原因を作った。
店長
のび太らの住む町でペットショップを営む。彼もまたペット泥棒の被害者であり、ドラえもんらの冒険の旅に同行する。
エイプ
猿型アニマリアン星人で、「ウキー」と猿のような語尾を付けて話す。ジャングル星のボス。
リザド
トカゲ型アニマリアン星人で、「ニョロ」とトカゲのような語尾を付けて話す。デザード星のボス。
ジーブル
シマウマ型アニマリアン星人で、「ブヒ」とシマウマのような語尾を付けて話す。サバンナ星のボス。
パンシャル
アニマリアン星の女将軍で、ドラえもんも思わず赤面するほどの綺麗なアニマリアン星人。ラクー王にいつも寄り添い助言をしたりする。エイプらと違い、人間全てを嫌っているわけではないらしい。
ラクー王
アニマリアン星を治める若き王。少し子供っぽい部分もあり、パンシャルがいないと少し弱気になるが、いざとなると国王らしくしっかりしている。
シンジケートのボス
宇宙シンジケートの権力者で、アニマリアン星人を狙っている。愛用している金の拳銃は特注品。

## 用語
リング
ペットが連れさらわれた後に必ず落ちているペット泥棒の落とし物。
序盤はこれがペット泥棒の手がかりとなり、物語が進んでいく。ペットはこれを装備すると知能が人間並みになり、2本足で直立歩行できる。

## 舞台
主人公の住む町／のび太らの住む町
互いの町は川を挟んで橋で繋がっている。主人公の町には主人公の自宅と交番があり、ここにいるお巡りさんにペット泥棒の噂を初めて聞く。後に団地には、ミニゲームのクイズをしてくれる男の子が登場する。
のび太の町には彼らの自宅、おもちゃ屋や空き地、裏山がある。おもちゃ屋では店主が武器や防具を売買する。空き地には後に「ほうせき」でカードを交換してくれるおじいさんが出現する。裏山にはどこでもドアが設置され、そこから冒険の旅に出ることができる。
ジャングル星
主人公らが最初に冒険する惑星。星全体が大自然に包まれている。しかし実態は極悪犯罪者を収容する刑務所の星になっている。
デザード星
主人公達が2番目に冒険する惑星。星全体が砂漠に包まれ、地下洞窟がある。連行したペットがアニマリアン星で暮らせるよう、知能を一定のレベルまで上げる研究所が存在する。
サバンナ星
主人公らが3番目に冒険する惑星。環境は地球のサバンナに似る。ライオン型のアニマリアン星人がオアシスに町を作って暮らしており、古代神殿などが存在する。
ハイランド星
主人公達が4番目に冒険する惑星。星全体が氷で覆われており、アニマリアン星人は地下空間に町を作って生活している。サバンナ星とは違い、ここに住むアニマリアン星人は地球人を少し嫌っている。
アニマリアン星
以上4つの惑星群の中央に位置する。それぞれの星で入手できるパスワードを入力せねば進入できない。ラクー王の王宮もここにある。そして……。
シンジケートの宇宙船内
最後に冒険する舞台で、捕まったアニマリアン星人も沢山牢屋に入れられている。

## ゲームシステム
基本的に『ドラえもん ギガゾンビの逆襲』と同じシステムである。主人公が装備する武器や防具、回復道具などは戦闘後に得られる「ほうせき」（『ギガゾンビの逆襲』では「どらやき」が貨幣となっている）で購入する事が出来る。ゲーム進行に迷ったときは、そうだんコマンドでドラえもんや仲間たちから助言を得る事が出来る。会話ウインドウにはキャラクターの顔グラフィックが表示され、状況によって表情が変化する。

## アイテム
つうじょう
回復アイテムなど。
たからもの
物語の進行に必要な特殊アイテム。

## 戦闘

### 戦闘中のコマンド
こうげき
装備している武器で攻撃する。武器によって効果音が変わる。
とくぎ
それぞれの持つ特技を選択して戦う。
ゆうじょう
戦闘に出る3人のキャラクター誰かとタッグを組んで戦う。使うと3つあるゆうじょうポイントが減る。
ぼうぎょ
敵からの攻撃から身を守る。
にげる
戦わずに逃亡する。ただし必ず成功するとは限らず、ボス戦では逃げられない。
どうぐ
HPやBP、異常などの回復を行う道具を使う。

## 登場する主なひみつ道具
本物げんとう機
ジャイ子が執筆中の漫画に出てくるフランス人形の資料を探している際、この道具を使ってフランス人形の写真を立体投影し、いろんなアングルを見られるようにした。
ひらりマント

かんしゃく紙

タケコプター
空を自由に飛ぶことができる。物語の序盤で主人公を助けるためにフル稼働させたため、故障してしまうがサバンナ星から主人公とのび太の街・ダンジョン以外のマップで使用できる。
宇宙救命ボート
アニマリアン星人だったペット泥棒達に捕まったジャイアンとスネ夫を助けに行くため、彼らの星に行くため使用する。手がかりのリングを探知ユニットに入れて発進するが、リングが人工物であったため故障してジャングル星に不時着してしまう。この「人工物は使えない」という設定は今のところ本作のみのオリジナル設定となっている。
さいみんグラス

どこでもドア

通りぬけフープ

どこでもホール

かべ紙ハウス

タイムマシンなど本作に登場しないひみつ道具は「ひみつどうぐカード」で幾つか登場する。

## ミニゲーム
- クイズ
初級、中級、上級、カルトとランクは4つあり、全5回で5問ずつ出題される。カルトクラスになるとかなりマニアックなクイズが出題され、映画版と大長編の細かい違いをしっかり覚えていないと回答しにくい。原作や中編映画からの出題もある。
- はやぐいきょうそう
- シャッフル
- きおくりょくゲーム

## カード
全200枚。内、ひみつどうぐカードは全100枚、人物カードは全40枚、モンスターカードは全60枚。ひみつ道具を手に入れる、登場人物と話す、戦闘で敵を倒す、ミニゲームをクリアする、交換するなどをして集める。

## 評価
- 難易度選択ができ、コマンドでおおよその進行ルートを示してくれる上に、どこでもセーブ可能なので、子供やライト層が無理なく遊べるゲームとしての評価は高い[1]。

## スタッフ
- ディレクター：越谷勝治
- 企画：川上俊則
- シナリオ：早川奈津子
- グラフィック：小野剛、濱本浩志
- サウンド：ペンタゴン
- クイズ&ディレクター：酒本将一
- プロデューサー：小田真治、堀越丈広
- エグゼクティブプロデューサー：前田道裕、蛇谷秀明